# Buscando a Eimish
Buscando a Eimish és una pel·lícula romàntica espanyola del 2012 escrita i dirigida per Ana Rodríguez Rosell, i protagonitzada per Óscar Jaenada i Manuela Vellés. Produïda per Jana Films i distribuïda a Espanya per European Dreams Factory. Fou rodada en sis setmanes i presentada al Festival Internacional de Cinema de Sant Sebastià 2011.

## Argument
Eimish marxa de casa seva i abandona Lucas, que d’antuvi no està dispost a fer un pas endavant en la seva relació. Tanmateix, un cop ha marxat Eimish, Lucas intentarà recuperar-la intentant conèixer el passat de la noia. Per això fa un viatge a Itàlia i Alemanya (Berlín, Verona i Borghetto, on viu Valeria, mare d'Eimish) que li permetrà no sols descobrir qui és l’Eimish, sinó també qui és ell mateix i què vol realment d'ella.

## Repartiment
- Óscar Jaenada...	Lucas
- Manuela Vellés	 ...	Eimish
- Jan Cornet...	Roberto
- Emma Suárez	 ...	Valeria
- Carlos Leal 	...	Kai
- Clara Wurnell 	...	Jana
- Birol Ünel 	...	Lupo

## Nominacions
A les Medalles del Cercle d'Escriptors Cinematogràfics de 2012 fou nominada al Premi al millor director revelació i a la millor música. També fou nominada a la Bisnaga d'Or del Festival de Màlaga de 2012. Va obrir el London Spanish Film Festival de 2012 i fou nominada al Cercle Precolombí d'Or al Festival de Cinema de Bogotà.